# Джена (певица)
Джена е българска попфолк и фолклорна певица.

## Биография

### 1985 – 2004
Родена е като Десислава Валентинова Стоева, но по-късно променя и официално личното си име по своя популярен артистичен псевдоним Джена.
От 2012 година има връзка с известния от участието си в телевизионното риалити шоу „Биг Брадър“ Джино Бианкалана, с когото през лятото на 2014 година се сгодява, но малко по-късно двамата се разделят. На 24 декември 2015 г. се сгодява за Атанас Стоев-младши. На 3 юли 2016 г. прави пищна сватба с годеника си Атанас Стоев-младши, в имението на оркестър „Канарите“ в село Катуница. На нея присъстват голяма част от колегите на младоженците. На 24 март 2017 г. Джена ражда първородния си син, носещ името Атанас.

## Музикална кариера

### 2005: Началото. Албумът „Оркестър Козари и Десислава Валентинова“
След като добива популярност, певицата проговаря по-подробно за този период пред списание „Нов фолк“, като за него казва следното:
Когато бях в десети клас в Котел, направих фолклорен албум с оркестър „Козари“. Той така и не видя бял свят като хората. Беше малко подигравка от тяхна страна към музиката ми – не погледнаха сериозно нито на аранжименти, нито на нищо. Исках да работя с тях тогава, бях се завъртяла покрай оркестъра, но и така не се получи...

### 2005 – 2006: Самостоятелна кариера. Първи стъпки в попфолка
В свое интервю Джена споделя, че никога не е подписвала договор с въпросната музикална компания и всичките тези спекулации относно това са неуместни. Като самопродуциращ се изпълнител певицата издава дуета си с Любо, наречен „По-полека“. В интервю за списание „Нов фолк“ през 2009 г. певицата споделя за този период следното: 
Пропиляно време беше тази година със Стамен. От измислената компания много изкривено представиха нещата, даже си спомням, че се бяха обадили в „Нов фолк“ да пуснете статия, че съм подписала договор с тях. Въобще не е имало такива неща, никога не съм имала договор с тях!

### 2007: Новото начало. Договор с „Пайнер“
На 21 декември в коледна програма „Приказна нощ“, Джена промотира новата си песен носеща заглавието „Жена без име“, а на 30 декември в новогодишната програма на Телевизия Планета „От всичко най-най“ представя песента „Шепа пепел“.

### 2008: Навлизане в бранша. Албумът „Грешни мисли“
На 12 юни в новооткрития комплекс „Планета Пайнер“ в Димитровград Джена представя дебютния си албум „Грешни мисли“. Това е първата подобна премиера в комплекса, след което представянето на нови албуми там се превръща в традиция. За първи път Джена взема участие в турнето на музикалната компания. На 8 октомври представя ремикса на песента „Омръзна ми“, която е в дует с DJ Живко Микс. На 3 ноември представя песента „Ще те спечеля“. На 24 декември взема участие в коледната програма на Планета ТВ – „Приказна Коледа“ и представя песента „Не е любов“. В новогодишната програма представя втория си дует с Илиян – „За теб и мен“.

### 2009: Устремът на таланта. Албумът „Jenna The best selection“
На осмите Годишни музикални награди на телевизия „Планета“ за 2008 година певицата печели статуетките „Посланик на българската музика зад граница“ и „Любовна дуетна песен“ за дуета си с Илиян. На 13 март издава баладата „Кой си ти“, както се отличава с ефектно видео, дело на Люси. На 26 юни се появява следващият сингъл и видео – „Случайна среща“. На 3 юли (рожденият ден на Джена) се състои първият фен клуб на певица, който се провежда в София и се радва на висок интерес. На 27 юли се появява новият брой на списание „Нов фолк“, който е от поредицата „Нов фолк само за...“, където от списанието представят навлизащата в жанра певица, като „Устремът на таланта“. Заедно със списанието излиза и CD компилацията „Jenna The best selection“. Песента „Чуждите и лесните“ се представя, като нов сингъл за турнето на Телевизия Планета, към нея няма видео. Песента е включена в компилацията „Jenna The best selection“, а няколко дни по-късно прави своята концертна премиера. За втори път Джена взема участие в турнето на музикалната компания. В коледната програма на Планета ТВ представя „Такива като тебе“, а в новогодишната програма представя „Разделените не празнуват“.

### 2010: Комерсиално звучене. Албумът „Не знаеш коя съм“
В началото на 2010 г. се появява вторият самостоятелен албум на певицата, носещ заглавие „Не знаеш коя съм“, включващ 15 песни. В него се включват и някои чисто нови песни. На 21 февруари излиза видеоклип на песента „Не ставаш“. През март се провеждат годишните музикални награди на телевизия „Планета“, където получава наградата „Баладичен хит на годината“ за песента „Кой си ти“.[източник? (Поискан преди 37 дни)] На 25 май представя песента и видеото „Къде е пича“. На 26 юли стартира летния сезон с песента „С повече от две“, клипът е на Николай Скерлев и е заснет край морският бряг.[източник? (Поискан преди 37 дни)] Певицата взима участие в турнето на Планета за трета поредна година. На 28 октомври издава песента „Стойки не чупи“, към която представя и ефектно видео. На 22 декември представя кавъра „Всичко давам да си тук“. Песента е представена в Шоуто на Слави по bTV, а след няколко часа се завърта и видеото към песента по Телевизия Планета.

### 2011: Пътят към върха. Фурорът „Да те бях ранила“
Джена започва годината с фолклорната песен „Голям се празник задава“. През февруари, на годишните награди на Планета за 2010, отнася наградата за „Най-романтична балада“, за баладата „Всичко давам да си тук“, през същия месец, от наградите на Нов фолк, печели статуетката за „Кавърверсия на годината“, отново за същата песен. На 14 март представя първата си попфолк песен за годината под името „Да се влюбя, не допускам“. През март представя фолклорните си проекти „Станке ле, голям Гяволо“ със Здравко Мандаджиев и „Пръстен ти любе проводих". Дуетната песен на Джена и нейния кипърски колега Андреас – „Да те прежаля“ излиза на 8 юни с видеоклип, заснет в Гърция. В песента се пее на български и гръцки език. Песента предизвиква фурор и през следващата година отнася две статуетки. На 6 октомври излиза клипът към песента „Да те бях ранила“, дело на текстописката Мариета Ангелова, Кенан Сюлейманов, който отговаря за музиката и Пламен Петров – Пачо, който изсвирва аранжимента. Тази песен става емблематична за певицата и нещо, като нейна запазена марка, отнася голямото отличие „Песен на годината“ и носи на певицата огромна популярност.

### 2012: Затвърждаване на успеха. Албумът „Да видя какво е“
На 27 януари Джена започва годината с проекта „Обичам те и толкова“. Специално участие с вокали в нея взима Софи Маринова. След церемонията по връчването на годишните музикални награди на телевизия „Планета“ Джена заминава на турне в САЩ, в което са включени общо седем щата. От церемонията Джена взима наградите „Най-прогресиращ изпълнител“, „Рингтон на годината“, за песента си с Андреас, и наградата за „Песен на годината“, за песента „Да те бях ранила“, по-късно през месеца са проведени и наградите на „Нов фолк“, където печели наградта за „Дует на годината“, за дуета си с Андреас. Джена снима клип към песента „Да видя какво е“ след завръщането от САЩ и на 10 юни представя проекта. За първи път работи с композитора Оцко, а за текста се погрижва Мариета Ангелова. Песента се превръща в мега хит и носи на Джена за втора поредна година статуетката „Песен на годината“. В началото на ноември представя третият си самостоятелен албум със заглавие „Да видя какво е“, в който са включени три нови песни, а именно „Спри Земята“, „Задръж сърцето ми“ и „Ако беше друга“. Албумът се радва на висок интерес от страна на публиката.

### 2013: Отличителен стил. Албумът „Златните хитове на Джена“
На 7 март Джена представя първия си проект за годината – балада носеща името „Истината“, към песента се представя и ефектно видео. През март месец са проведени наградите на „Планета“, за 2012 година, където получава призът „Песен на годината“, за миналогодишната си песен със заглавие „Да видя какво е“. Във фолклорната програма на Телевизия Планета представя песента „Празник е любе, Гергьовден“. В разгара на лятото – 18 юни, представя лятната си песен с по-комерсиално звучене, носеща заглавието „Кой ме събра с тебе“. На 8 септември пуска аудиото към песента „Мила сестро“, а във фолклорната програма през 2014 пуска и видеоклип към песента. Видеото и песента „Как не се уморих“ представя на 16 октомври. Музиката на песента е дело на самата певица. На 17 декември Пайнер пуска последното си издание Златните хитове на Пайнер с нови 5 компилации. Под номер 21 се издава компилацията на Джена – CD-то събира 10-те емблематични ретро хитове на певицата. На 26 декември неочаквано се появява дуетът ѝ с Андреа, носещ заглавието „Пий едно от мене“.

### 2014: Връх в кариерата. Албумът „Моли се да не почна“
На 27 февруари представя своя първи музикален проект за годината, носещ заглавието „Моли се да не почна“. Песента е по музика и аранжимент на Оцко и текст на Мариета Ангелова, грабва високото отличие „Песен на годината“, превръща се в мега хит и става една от емблематичните в кариерата на певицата. Видеото става най-гледаното на територяита на България за 2014 година. На церемонията по връчването на годишните награди за 2013, печели „Оригинално присъствие на клубната сцена". Във фолклорната програма представя видео към песента „Мила сестро“, която излиза в последните месеци на 2013 година. На 16 юли се появява летният проект на Джена носещ заглавието „Неверници“. Видеото е заснето на гръцкия остров Халкидики. Много изпълнители споделят линка към песента и изказват публично своите суперлативи. След 4-годишно отсъствие, на 1 август стартира турнето „Планета Лято 2014“, което преминава през 5 града. В него участват 15 изпълнители, част от които е и Джена. Това е поредното участие на певицата в турне на Пайнер. На 10 ноември представя поредната си песен и видео за тази година, която създава огромен фурор. Песента носи заглавието „Да ти се доказвам“, създадена от същия авторски колектив, работил по песните „Да видя какво е“, „Моли се да не почна“ и „Неверници“. На 14 ноември на музикалния пазар се появява четвъртият самостоятелен албум на Джена, носещ заглавието „Моли се да не почна“. В него певицата събира последните си песни и 3 нови парчета, а именно „Плаче се за мъже“, „Ena vradi“ и „Моята награда“. Албумът се радва на огромен интерес и рекордни продажби. На 5 декември излиза видеото на песента на Галин, носеща заглавието „С мене да вървиш“, където Джена участва с вокали. На 19 декември се появява видеоклип към песента „Моята награда“. Песента е специална, понеже с нея певицата прави обръщение към многобройните си фенове и изказва благодарности към тях. На 25 декември се появява ТВ версията към песента „Плаче се за мъже“, заснета в коледната програма на музикалната телевизия, за която работи. На 29 декември в канала на Пайнер – PlanetaOfficial се появява музикално слайдшоу към гръцката версия на „Плаче се за мъже“, а именно „Ena vradi“, която се радва на голям интерес от страна на гръцката публика.
Певицата определя тази година, като най-силната си дотогава. Изпраща годината с 4 видеоклипа, 1 албум и 6 песни. Всяка от песните на Джена е има милиони гледания в мрежата. През 2015 година певицата получава три статуетки от Годишните музикални награди на телевизия „Планета“, част от които и приза „Песен на годината“. А по-късно един от клубовете на Пайнер връчва на певицата статуетката „Певица на годината“.

### 2015: Новото звучене. Интернет сензацията „Спри да ми досаждаш“
В началото на годината са проведени годишните музикални награди на телевизия „Планета“, за 2014, от които Джена печели „Посланик на българската музика зад граница“, „Най-гледан видеоклип в PlanetaOfficial“, „Песен на годината“, за „Моли се да не почна“ и наградата „Певица на годината“, връчена от един от клубовете на компанията. На 23 март представя проекта „Спри да ми досаждаш“. Песента се отличава с поп звучене, а певицата споделя, че това е новата творческа линия в която иска да се развива. В началото на април певицата обявява своят втори фен клуб, който преминава през три града в страната – Варна (23.04), Пловдив (08.05) и София (13.05) и се радва на висок интерес. На 10 юни излиза песента „Изигра ме“ на Мария Петрова, където Джена участва с вокали. На 19 юни представя лятната си песен, носеща заглавието „Градът работи за мен“, която е поредната песен на Джена с поп и денс звучене. Видеото е дело на Георги Марков и е в стил Бързи и яростни. Месец по-късно певицата обявява, че подготвя нова версия на песента, която ще бъде на испански език и ще носи заглавието, но така и не представя тази песен. На 6 октомври представя „Ти къде беше“. Видеоклипът към песента е заснет в къщата на известния оперен певец Николай Гяуров, където е сниман и сериала „Фамилията“, като режисьорите на лентата са пожелали името им да не се обявява, единственото което Джена издава за тях е, че са трима. На 8 октомври, на годишния бал на топмоделите, организиран от Евгени Минчев, Джена получава специалната награда „Fashion Idol“ 2015 година. На 9 декември излиза видеото към песента на Ваня, която носи името „Все ти го отнасяш“, където специално участие с вокали взема Джена.

### 2016: Завръщане към фолклора. Съвместна работа с оркестър Канарите
На 14 януари представя фолклорната песен „Любе Атанасе“, заедно с оркестър Канарите. На 2 февруари представя първия си попфолк проект за годината, носещ заглавието „Всичко знаеш“ От годишните музикални награди на телевизия Планета за 2015 година печели наградите „Оригинално присъствие на клубната сцена“ и „Посланик на българската музика зад граница“. На 4 май излизат фолклорните песни „Севдалино моме“ и „Стоян на Добра думаше“, които са под съпровод на оркестър Канарите. На следващия ден – 5 май излиза песента „Синко, Гроздане“, която отново е под съпровода на оркестъра. Песните са част от празничната фолклорна програма „Пролет в Приказките 2016“. На 19 май представя песента „Дразни ме пак“. В началото на клипа се вее знаме, гласящо „Джена или смърт!“, което предизвиква бум и разпалени скандали в социалните мрежи. За няколко дни песента предизвиква фурор в мрежата за видеосподеляне, като генерира близо 2 милиона гледания, след което видеото е изтрито, поради претенция за авторски права. На 15 септември представя видеото към песента „Зависима“, която е по музика на самата певица. На 3 октомври е гост в предаването „Автограф“, по Телевизия Планета, където певицата обявява своята бременност и съобщава за ново дуетно парче с DJ Живко Микс, което така и не се появява. Няколко дни преди 15-ия рожден ден на Планета ТВ, Джена обявява, че за първи път от 9 години няма да взема участие в концерт на „Пайнер“, поради напредналата си бременност. На 1 декември представя поредната си песен с Канарите, която носи името „Бяла Калина“; по-късно през деня Джена обявява, че през следващите дни в официалния канал на Пайнер ще бъдат качени общо 5 фолклорни проекта, заедно с оркестъра, които ще бъдат част от самостоятелната фолклорна програма на Джена и Канарите – „Да разместим пъзела“, а певицата допълва, че след раждането си ще представят и фолклорният албум. Песните излизат както следва: „Бяла Калина“ (1 декември); „Мома шопкиня“ (5 декември); „Румена мома“ (8 декември); „По пътища да скитам“ (13 декември); „Всичко на света е любовта“ (15 декември). Видеоклиповете са режисирани от Радослав Георгиев. Фолклорната програма е представена на 17 декември от 21:00 в ефира на Телевизия Планета Фолк.

### 2017: 10 години в „Пайнер“. Албумите „Срещна ни хорото“ и „Да ти бъда корона“
Певицата продължава със своите клубни участия до 21 януари, след което се оттегля в майчинство. Награди на Пайнер за 2016 година не са присъдени, малко преди да бъде прекратена и анулирана анкетата за гласуване се публикуват временните лидери във всяка от категориите, така Джена получава признанието за „Фолклорен изпълнител“ на 2016 година. На 16 март певицата навършва 10 години в музикална компания Пайнер. Проведено е допитване до феновете за „10-те емблематични песни на Джена“, където лидерската позиция заема песента „Да видя какво е“. На 26 май, след осем месечна пауза поради бременността си, Джена представя първия си проект за годината, носещ заглавието „Коя“, с който официално се завръща на музикалната сцена. Видеоклипът получава реализация в град Созопол. Песента се превръща в сензация в мрежата за видеосподеляне и интересът към нея е рекорден за изпълнителката. Първото участие на певицата след нейното раждане се състои на 1 юни и така официално се завръща и на клубната сцена. На 9 август изненадващо представя дует с колежката си Преслава, със заглавие „Тук жена му пази". На 7 ноември излизат видеото и песента към песента „Да ти бъда корона", която съчетава попфолк и поп мотиви. По случай 10 години в Пайнер певицата представя два албума – на 12 декември излиза фолклорният албум „Срещна ни хорото“, в който се включват оркестър Канарите, в него са представени три нови песни – „Годежарско хоро", „Хубава бяла Гроздана" и „Лиляно моме", а на 18 декември представя попфолк албума „Да ти бъда корона“.

### 2018 – 2021: Настояще. Албумът „Чуй ме“
2018: На 23 февруари представя първия си проект за годината със заглавие „Диагноза – Ти". Видеото е с оригинален и нестандартен сюжет, дело на Георги Марков. На 22 май представя песента „Хулиган". Този проект не само носи промяна в стила на певицата, но също така разчупва рамки и клишета както в музикално, така и във визуално отношение. Сингълът изцяло е в модерната R`n`B вълна и излиза извън рамките на попфолка с характерните за жанра дълги отсвири, инструменти и мелодии. Те са заменени от модерен ритъм и вокали, следващи актуалното западно звучене.
На 29 септември се включва с вокали в новата песен на Фики – „К'во те бърка". На 11 октомври представя втория си дует с кипърския певец Андреас – „Не слагай от отровата". На 21 ноември изненадваща премиера прави песента „Яко ми е", в която певицата залага на поп звучене.
2019: На 25 юни представя песента „Горкото момиче", която е с по-различно звучене. През годината представя и две песни с типично поп-фолк звучене – 29 октомври излиза „Вижте го, жени“, а финалът за 2019 е поставен от песента „Достойната“, излязла на 10 декември.
2020: В средата на годината певицата обявява, че ще пусне два албума през 2020 година, които обаче не получават реализация, заради Covid ситуацията в страната. На 15 юни заедно с Оркестър Канарите представят китка от песните „Замръкнала е хубава Яна“ и „Кучета лаят“. Няколко дни след това – на 22 юни, отново представят съвместен проект, китка със заглавие „Канарски хитове“, включваща песните – „У Недини равни двори“, „Слънцето трепти захожда“, „Калина болна легнала“ „Петър, Румяна думаше“. На 26 юни излиза песента „Шот за болката“, по музика на Даниел Ганев. На 30 юни излиза последният общ проект на Джена и Оркестър Канарите за годината, това е видеоклип към песните „Хубава бяла Гроздана“ и „Лиляно моме“, представени през 2018 година, в дует със съпруга ѝ Атанас Стоев-младши, и включени в албума „Срещна ни хорото“. Финалът на годината е подставен на 30 декември с проекта „Mashup 2021“, в него са включени две от най-емблематичните песни от зората на поп-фолка, а именно – „Слънчице мое“ и „Тез очи зелени“, изпълнени от Ориент Експрес.
2021: Първият проект, който представя за годината е песента „Моят номер“, която излиза на 16-ти март, когато се навършват 14 години от подписването на договора ѝ с Пайнер. Два месеца по-късно, на 13 май представя неочакван дует с Тита, носещ заглавието „Да си траят“ През месец септември пуска своя козметична марка, в партньорство с Elfeya Cosmetics, марката носи името „Beauty Melody By DJENA“. В началото на ноември пуска тийзър към песента „Чуй ме“, която излиза на 10 ноември. С излизането на песента, Джена споделя, че това ще бъде пилотен сингъл, към предстоящ албум, който ще носи същото заглавие, а няколко дни по-късно споделя и че е в очакване на второто си дете. На 15 ноември пуска песента „Нощите на теб ми ухаят“, а на следващия ден – 16 ноември албумът „Чуй ме“ е пуснат на музикалния пазар.

## Самостоятелни турнета и концерти зад граница
Всеки месец певицата има участия зад граница. Включена е в националното лятно турне на музикална компания Пайнер през 2008, 2009, 2010 и 2014 г. През 2012 година стартира самостоятелно турне на певицата в САЩ, което пожънва рекорден успех.

### Концерти зад граница[10]
- Австрия
- Белгия
- Великобритания
- Германия
- Гърция
- Испания
- Италия
- Румъния
- САЩ
- Сърбия
- Турция
- Франция
- Холандия

### Самостоятелни турнета
- DZHENA USA TOUR 2012[19]

| Дата     | Град      | Щат       |
| -------- | --------- | --------- |
| 13 април | Ню Йорк   | Ню Йорк   |
| 14 април | Чикаго    | Илинойс   |
| 21 април | Аризона   | Финикс    |
| 24 април | Лас Вегас | Невада    |
| 27 април | Лас Вегас | Невада    |
| 5 май    | Атланта   | Джорджия  |
| 11 май   | Чикаго    | Илинойс   |
| 12 май   | Сиатъл    | Вашингтон |

## Дискография

### Студийни албуми

#### Поп-фолк албуми
- Грешни мисли (2008)[113]
- Не знаеш коя съм (2010)[114]
- Да видя какво е (2012)[115]
- Моли се да не почна (2014)[116]
- Да ти бъда корона (2017)[94]
- Чуй ме (2021)[117]

#### Фолклорни албуми
- Сбъдната мечта (с орк. Козари) (2005)[7]
- Срещна ни хорото (с орк. Канарите) (2017)[93]

#### Компилации
- The Best Selection (2009)
- Златните хитове на Пайнер 21 – Джена (2013)[118]

## Награди

### Спечелени
| Година | Получател                        | Награда                                    | Връчена от                                       |
| ------ | -------------------------------- | ------------------------------------------ | ------------------------------------------------ |
| 2007   | Джена                            | Специална награда на журито                | Музикален фестивал „Фолк Фест Валандово“         |
| 2007   | „Песен за Даме Войвода“          | Първо място за песен                       | Музикален фестивал „Пирин фолк“ Сандански        |
| 2007   | Джена                            | Първа награда за изпълнител                | Музикален фестивал „Пирин фолк“ Сандански        |
| 2007   | Джена                            | Дебют на годината                          | Годишни музикални награди на телевизия „Планета“ |
| 2007   | Джена                            | Откритие на годината                       | Годишни награди на списание „Нов фолк“           |
| 2008   | Джена                            | Посланик на българската музика зад граница | Годишни музикални награди на телевизия „Планета“ |
| 2008   | Джена                            | Най-проспериращ изпълнител                 | Годишни награди на списание „Нов фолк“           |
| 2008   | Джена                            | Млад композиращ изпълнител                 | Годишни награди на списание „Нов фолк“           |
| 2008   | „Слепи бяхме“ (дует с Илиян)     | Кавърверсия на годината                    | Годишни награди на списание „Нов фолк“           |
| 2008   | „Слепи бяхме“ (дует с Илиян)     | Любовна дуетна песен                       | Любовни музикални награди на радио „Романтика“   |
| 2009   | „Кой си ти“                      | Баладичен хит на годината                  | Годишни музикални награди на телевизия „Планета“ |
| 2010   | „Всичко давам да си тук“         | Най-романтична балада                      | Годишни музикални награди на телевизия „Планета“ |
| 2010   | „Всичко давам да си тук“         | Кавърверсия на годината                    | Годишни награди на списание „Нов фолк“           |
| 2010   | Джена                            | Най-предпочитан изпълнител                 | Годишни музикални награди на телевизия „Планета“ |
| 2011   | „Да те бях ранила“               | Хит на годината                            | Signal.bg                                        |
| 2011   | „Да те бях ранила“               | Песен на годината                          | Годишни музикални награди на телевизия „Планета“ |
| 2011   | Джена                            | Най-прогресиращ изпълнител                 | Годишни музикални награди на телевизия „Планета“ |
| 2011   | „Да те прежаля“ (дует с Андреас) | Рингтон на годината                        | Годишни музикални награди на телевизия „Планета“ |
| 2011   | „Да те прежаля“ (дует с Андреас) | Дует на годината                           | Годишни награди на списание „Нов фолк“           |
| 2012   | „Да видя какво е“                | Песен на годината                          | Годишни музикални награди на телевизия „Планета“ |
| 2013   | Джена                            | Оригинално присъствие на клубната сцена    | Годишни музикални награди на телевизия „Планета“ |
| 2014   | Джена                            | Посланик на българската музика зад граница | Годишни музикални награди на телевизия „Планета“ |
| 2014   | „Моли се да не почна“            | Най-гледан видеоклип в PlanetaOfficial     | Годишни музикални награди на телевизия „Планета“ |
| 2014   | „Моли се да не почна“            | Песен на годината                          | Годишни музикални награди на телевизия „Планета“ |
| 2014   | Джена                            | Певица на годината                         | Payner Premium Club                              |
| 2015   | Джена                            | Оригинално присъствие на клубната сцена    | Годишни музикални награди на телевизия „Планета“ |
| 2015   | Джена                            | Посланик на българската музика зад граница | Годишни музикални награди на телевизия „Планета“ |
| 2015   | Джена                            | Fashion Idol на годината                   | Бал на топмоделите от Евгени Минчев              |
| 2016   | Джена                            | Фолклорен изпълнител на годината           | Годишни музикални награди на телевизия „Планета“ |
| 2017   | „Да ти бъда корона“              | Албум на годината                          | BG Vip News Music Award                          |
| 2018   | „Яко ми е“                       | Кавърверсия на годината                    | Folk+                                            |